# Ichneumon obfuscatus
Ichneumon obfuscatus là một loài tò vò trong họ Ichneumonidae.